# Maritza Corredor
Maritza Corredor Alvarez (nascida em 21 de janeiro de 1969) é uma ex-ciclista de estrada colombiana.
Representou seu país, Colômbia, no ciclismo nos Jogos Olímpicos de Verão de 1996.